# Гюс Кейєр
Гюс Кейєр (нід. Guus Kuijer; 1 серпня 1942, Амстердам) — нідерландський письменник, автор книг для дітей і дорослих, лауреат меморіальної премії Астрід Ліндґрен 2012 року.

## Життя і творчість
1967—1973 рр. — працював учителем початкової школи,
1968 р. — почав писати оповідання для журналу «Hollands Maandblad»,
1971 р. — вийшла перша збірка оповідань.
1973 р. — Кейєр вирішив залишити школу, щоб стати професійним письменником. У тому ж році вийшов його перший роман «Het dochtertje van de wasvrouw».
1975 р. — вийшла його перша дитяча книжка «Met de poppen gooien», за яку автор отримав премію «Gouden Griffel» (1976) — головну нагороду в Нідерландах у сфері дитячої літератури. Книжку Кейєр написав для Дейзі, доньки друзів, і головна героїня (Madelief — буквально «Дейзі») названа на її честь.
Сьогодні Гюс Кейєр — автор більш ніж 30-ти книг, переважно для юних читачів.
Гюс Кейєр виріс у родині членів Апостольської католицької церкви, але в дорослому віці часто каже, що не пам'ятає, щоб коли-небудь вірив у Бога. Проте це не завадило йому зробити тему стосунків Бога та людини провідною у своїй творчості. Юні герої Кейєра безкомпромісні у своїх судженнях і не по-дитячому проникливі. Вони намагаються не так пристосуватися до життя дорослих, як радше знайти свій шлях у житті. Постійно звертаючись до дорослих соціальних тем, питань релігії, толерантності до інакшого способу життя, способу мислення, поведінки, цінностей, Гюс Кейєр зберігає неймовірну легкість та ясність — як мислення, так і висловлювань — у всіх своїх творах.

## Переклади та премії

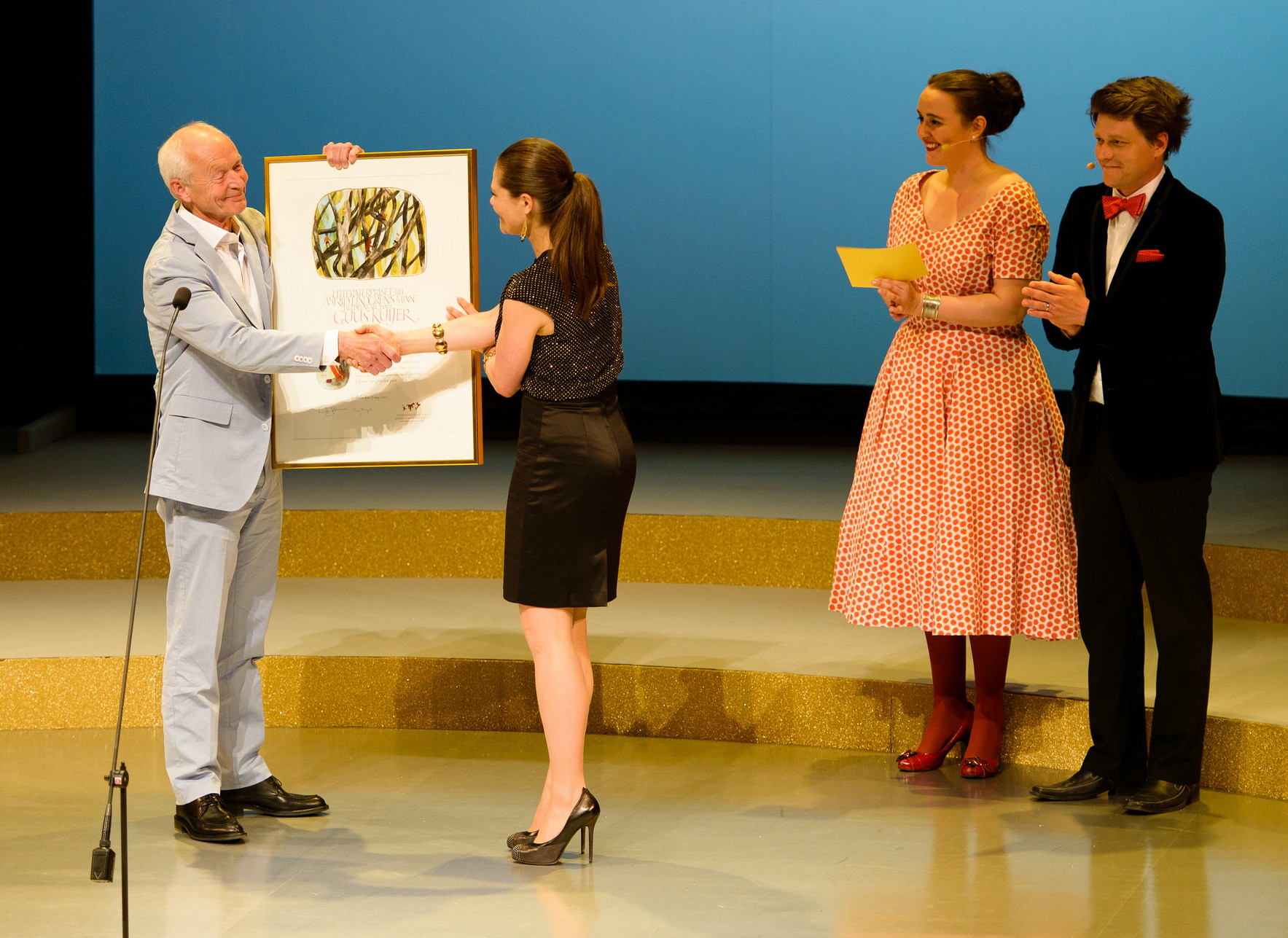
Кронпринцеса Швеції Вікторія вручає письменнику премію

Книги Кейєра перекладені на десятки мов, включно з англійською, шведською, німецькою, італійською, японською, російською, а тепер і українською. Автор — багаторазовий лауреат престижних літературних нагород, таких як Німецька дитяча літературна премія, Нідерландська дитяча літературна премія, «Золотий грифель» (чотири рази), Золота сова (Бельгія) та багатьох інших.
У 2012 року Кейєр був нагороджений меморіальною премією Астрід Ліндґрен за видатний внесок у розвиток дитячої та підліткової літератури.
Журі премії так обґрунтувало свій вибір:
«Гюс Кейєр зачіпає проблеми сучасного суспільства та основоположні питання буття неупереджено й проникливо. Його книги стверджують як очевидний факт як повагу до дітей, так і неприйняття нетерпимості та гніту. У них переплітається серйозність, проникливий реалізм, лукавий гумор і пророча фантазія. За простим, ясним і чітким стилем Гюса Кейєра криються філософська глибина та витончена поетичність».

### Український переклад
В Україні «Книга всіх речей» вийшла в 2019 році у видавництві «Урбіно».
Гюс Кейєр. Книга всіх речей / Переклад з нідерландської : Ярослав Довгополий; Ілюстратор : Анна Данчишин. – Львів : Урбіно, 2019. –  152 с. ISBN 978-966-2647-60-0

## Екранізації
Телесеріал «Madelief» (1994) і фільм «Scratches in the Table» (1998) — на основі серії про Дейзі (1975—1979).
Також екранізовано історію «Polleke» (1999—2001): фільм «Polleke» (2003) і телесеріал «Polleke» (2005).

## Рецензії
- Ганна Улюра (26.06.2019). Let my people go. [Архівовано 23 серпня 2019 у Wayback Machine.] Kyiv Daiy
- Міра Київська. Міфи дорослішання: три історії справжнього становлення [Архівовано 23 серпня 2019 у Wayback Machine.]. Букмол
- Світлана Бабинська. Навіщо ми брешемо про святого Миколая? [Архівовано 23 серпня 2019 у Wayback Machine.] (17.06.2019). Кредо
- Христина Содомора. Коли починається щастя? [Архівовано 3 грудня 2019 у Wayback Machine.] (червень-липень, 2019). С.38-41, журнал "Скинія"
- Юстина Добуш. Виросту, буду щасливий [Архівовано 3 грудня 2019 у Wayback Machine.][6] (03.12.2019). Збруч